# A Woman (film 1912)
A Woman è un cortometraggio muto del 1912 diretto da Charles Kent. Il film è sceneggiato e interpretato da Leah Baird.

## Produzione
Il film fu prodotto dalla Vitagraph Company of America.

## Distribuzione
Distribuito dalla General Film Company, il film - un cortometraggio in una bobina - uscì nelle sale cinematografiche statunitensi il 31 dicembre 1912. Nel Regno Unito, venne distribuito il 1º maggio 1913.